# 1805

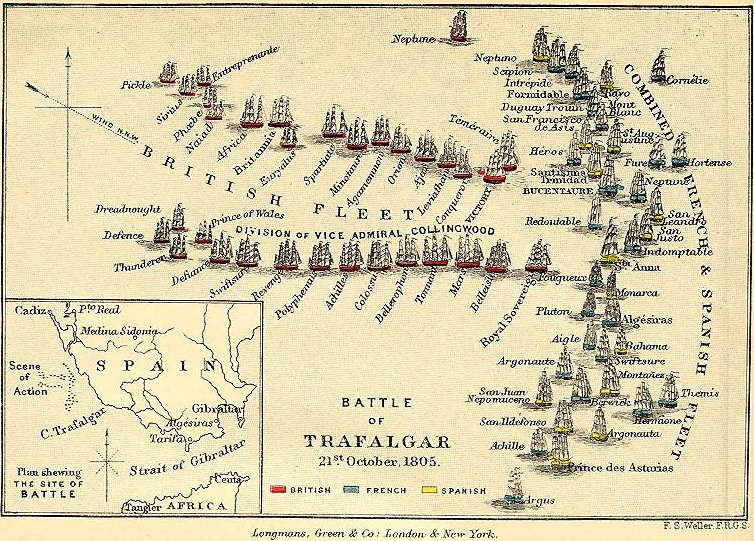
Posição relativa das armadas inglesa, francesa e espanhola no início da Batalha de Trafalgar. O desenho terá um erro: o navio inglês mais norte seria o Africa e não o Neptuno.

- Wikisource

| Calendário gregoriano                                                        | 1805 MDCCCV                         |
| Ab urbe condita                                                              | 2558                                |
| Calendário arménio                                                           | 1254 – 1255                         |
| Calendário bahá'í                                                            | -39 – -38                           |
| Calendário budista                                                           | 2349                                |
| Calendário chinês                                                            | 4501 – 4502 Início a 31 de janeiro  |
| Calendário copta                                                             | 1521 – 1522                         |
| Calendário etíope                                                            | 1797 – 1798                         |
| Calendários hindus - Vikram Samvat - Calendário nacional indiano - Cáli Iuga | 1860 – 1861 1726 – 1727 4905 – 4906 |
| Calendário Holoceno                                                          | 11805                               |
| Calendário islâmico                                                          | 1220 – 1221                         |
| Calendário judaico                                                           | 5565 – 5566                         |
| Calendário persa                                                             | 1183 – 1184 Início a 21 de março    |
| Calendário rúnico                                                            | 2055                                |
| Calendário solar tailandês                                                   | 2348                                |

1805 (MDCCCV, na numeração romana)  foi um ano comum do século XIX do actual Calendário Gregoriano, da Era de Cristo, a sua letra dominical foi F (52 semanas), teve início a uma terça-feira e terminou também a uma terça-feira.
| Ano completo                       |
| ---------------------------------- |
| Ano comum com início à terça-feira |

## Eventos
- 20 de outubro - Capitulação de Ulm. Os Austríacos são derrotados pelos Franceses na Campanha de Ulm durante a Guerra da Terceira Coligação.
- 21 de outubro - A Marinha francesa tentou invadir a Inglaterra, mas foi vencida pela esquadra inglesa do almirante Nelson, na Batalha de Trafalgar.
- 28 de novembro - Fundação da cidade de Franca.
- 2 de dezembro - Batalha de Austerlitz.
- Fim do segundo reinado de Tashi Namgyal, Desi Druk do Reino do Butão, reinou desde 1803.
- Início do reinado de Sangye Tendzin, Desi Druk do Reino do Butão, reinou até 1806.

## Nascimentos
- 23 de Janeiro - Dom José Afonso de Moraes Torres, bispo brasileiro.
- 27 de Janeiro - Sofia da Baviera, princesa da Baviera e arquiduquesa da Áustria (m. 1872).
- 27 de Janeiro - Maria Ana da Baviera, princesa da Baviera e rainha de Saxe (m. 1877).
- 8 de Fevereiro - Louis Auguste Blanqui, revolucíonário francês (m. 1881).
- 10 de Fevereiro - Ciríaco Elias Chavara, religioso carmelita indiano (m.1871).
- 13 de Fevereiro - Johann Peter Gustav Lejeune Dirichlet, matemático alemão (m. 1859).
- 3 de Março - Jonas Furrer, foi Presidente da Confederação suíça em 1848 (m. 1861).
- 26 de março - Shirali Muslimov, foi um pastor que possivelmente viveu 168 anos e 160 dias (m. 1973)
- 26 de março - António de Oliveira Marreca, economista, jornalista, escritor, professor e político português (m. 1889).
- 2 de Abril - Hans Christian Andersen, poeta e escritor dinamarquês. (m. 1875).
- 8 de Abril - Hugo von Mohl, botânico alemão (m. 1872).
- 10 de Maio - Alexander Karl Heinrich Braun, botânico alemão (m. 1877).
- 22 de Junho - Giuseppe Mazzini, político italiano (m. 1872).
- 29 de Julho - Alexis de Tocqueville, pensador político e historiador francês (m. 1859).
- 8 de Agosto - William Rowan Hamilton, cientista irlandês (m. 1865).
- 19 de Novembro - Ferdinand de Lesseps, diplomata e empresário francês (m. 1894).
- 23 de Dezembro - Joseph Smith Jr., religioso e primeiro presidente da A Igreja de Jesus Cristo dos Santos dos Últimos Dias (m. 1844).

## Mortes
- 6 de Janeiro - Conrad Moench, botânico alemão (n. 1744).
- 8 de Fevereiro - Manoel Carlos de Abreu e Menezes, capitão-general de Mato Grosso, no Brasil (n. 13 de dezembro de 1774).
- 10 de Março - Felice Fontana, naturalista italiano (n. 1730).
- 16 de Março - Franz Xaver von Wulfen, físico, matemático, botânico e mineralogista alemão (n. 1728).
- 9 de Maio - Friedrich Schiller, escritor, filósofo e historiador alemão (n. 1759).
- 30 de Junho - Diogo Inácio de Pina Manique, Intendente da Polícia e Desembargador do Paço, entre outros cargos (n. 1733).
- 5 de Outubro - Charles Cornwallis, general britânico (n. 1738).
- 21 de Outubro - Horatio Nelson, almirante britânico (n. 1758).
- 15 de Dezembro - Dom Frei Caetano Brandão, 6º Bispo do Pará, Arcebispo de Braga (n. 1740).
- 27 de Dezembro - Isabelle de Charrière, escritora holandesa (n. 1740).

## Por tema
- 1805 na arte
- 1805 na ciência
- 1805 no jornalismo
- 1805 na literatura
- 1805 na música
- 1805 na política